# 吐田郷村
吐田郷村（はんだごうむら）は奈良県北西部、南葛城郡に属していた村。現在は御所市の一部。

## 歴史
- 1889年（明治22年）4月1日 - 町村制の施行により、葛上郡 名柄村、豊田村、森脇村、宮戸村、西寺田村、多田村、東名柄村、増村、関屋村が合併し吐田郷村が成立。
- 1897年（明治30年）4月1日 - 所属郡を南葛城郡に変更。
- 1956年（昭和31年）9月1日 - 葛城村と合併し、葛上村が発足。同日吐田郷村消滅。